# ۹۱۷ (میلادی)
۹۱۷ (میلادی) نهصد  و هفدهمین سال تقویم میلادی است.

## درگذشتگان
‎